# Top Gun
Top Gun és una pel·lícula estatunidenca del 1986 protagonitzada per Tom Cruise i Kelly McGillis. Gran part de l'èxit de la pel·lícula és a causa de les espectaculars escenes a l'aire combinades amb la cançó Take My Breath Away composta per Giorgio Moroder i cantada per Berlín i una bona banda sonora de Harold Faltermeyer, destacant-ne el tema Danger Zone, de Kenny Loggins (conegut també per Please Come To Boston). Posteriorment, Tony Scott repetí fórmula amb la pel·lícula Days of Thunder.

## Argument
Tom Cruise interpreta el paper del tinent Pete Mitchell, conegut com a "Maverick", un talentós aviador de Grumman F-14 Tomcat de la Marina dels Estats Units. Maverick és el fill d'un pilot de la Guerra del Vietnam, en la qual fou tocat en circumstàncies misterioses, i fou considerat desaparegut en combat a causa d'errors comesos per ell mateix, per això Maverick lluita per desempallegar-se de la mala fama que va caure sobre el seu nom pels suposats errors del seu pare.
La pel·lícula comença amb Maverick i el seu oficial de radar i intercepció (RIO) "Goose", juntament amb "Cougar" i el seu RIO "Merlin", buscant dos objectes desconeguts al radar, avions MiG 28 als que no poden enfrontar-se en combat. Maverick, amb poc combustible, s'arrisca heroicament perquè Cougar torni al portaavions.
Com a resultat d'aquest incident Cougar es retira, deixant Maverick i Goose com els millors de l'esquadró, i són enviats a l'Escola d'Armes de Combat a Miramar (Califòrnia), coneguda col·loquialment entre els aviadors com Top Gun.
Mentre està a l'entrenament, estableix rivalitat amb Tom "Iceman" Kazanski. També s'enamora de la seva instructora Charlotte "Charlie" Blackwood.
Durant la seva estada a Top Gun, "Goose" mor en un accident de Tomcat del qual Maverick no va tenir la culpa, però ell s'enfronta a la idea de deixar de pilotar per una greu crisi de confiança. És aquí quan s'adona del destí real del seu pare mort en combat ajudant altres aviadors.

## Repartiment
- Tom Cruise: Tinent Pete "Maverick" Mitchell
- Anthony Edwards: LTJG Nick "Goose" Bradshaw
- Kelly McGillis: Charlotte "Charlie" Blackwood
- Meg Ryan: Carol Bradshaw
- Val Kilmer: Tinent Tom "Iceman" Kazansky
- Rick Rossovich: LTJG Ron "Slider" Kerner
- Tom Skerritt: CDR Mike "Viper" Metcalf
- Michael Ironside: LCDR Rick "Jester" Heatherly
- John Stockwell: Tinent Bill "Cougar" Cortell
- Tim Robbins: Tinent Sam "Merlin" Wells
- Whip Hubley: Tinent Rick "Hollywood" Neven
- Barry Tubb: Ensign Leonard "Wolfman" Wolfe
- David Patterson: Tinent Ben "Blade" Hogan
- Adrian Pasdar: Tinent Charles "Chipper" Piper
- Clarence Gilyard, Jr.: LTJG Marcus "Sundown" Williams
- James Tolkan: CDR Tom "Stinger" Jordan
- Duke Stroud: Air Boss Johnson
- Linda Rae Jurgens: Mary Metcalf